# Acanthobrama hulensis
Acanthobrama hulensis foi uma espécie de peixe da família Cyprinidae. Foi endémica de Israel. O seu habitat natural foi o lago Hula. Foi extinta devido à perda de habitat.